# Artemisa (novela)
Artemisa (título original en inglés: Artemis) es una novela de ciencia ficción de 2017 escrita por Andy Weir. Tiene lugar a finales de la década de 2080 y está ambientada en una ciudad homónima, la primera en la luna. Relata la vida de la contrabandista Jasmine "Jazz" Bashara, cuando queda atrapada en una conspiración por el control de la ciudad. El audiolibro de la novela está narrado por Rosario Dawson.

## Argumento
En Artemis, la primera ciudad en la Luna, la mensajera y contrabandista Jasmine "Jazz" Bashara recibe una oportunidad de un cliente habitual, el acaudalado empresario Trond Landvik, para ayudarlo con una nueva aventura empresarial. Mientras se reúne con Trond, Jazz se encuentra brevemente con un asociado suyo llamado Jin Chu que intenta ocultar una caja marcada con el nombre ZAFO. Trond tiene la intención de hacerse cargo de Sánchez Aluminium, que actualmente disfruta de un lucrativo contrato permanente con la ciudad por energía gratuita a cambio de proporcionar todo el suministro de oxígeno de la ciudad como subproducto de la producción de aluminio. Trond le pide a Jazz que sabotee las excavadoras de anortita de la compañía para que él pueda intervenir con los suyos y ganarse el contrato de energía gratis. Cuando Trond le ofrece una suma de dinero que le cambiará la vida, Jazz acepta.
Jazz toma prestados algunos equipos de soldadura de su padre Ammar, y un pequeño robot llamado HIB de un socio comercial suyo. Visita el lugar de aterrizaje del Apolo 11 como una turista disfrazada, dejando el HIB en un lugar fuera de la esclusa de aire para que pueda abrir la escotilla sin la ayuda de un maestro de EVA humano. Al día siguiente, un dispositivo electrónico creado por su amigo científico Martin Svoboda hace que parezca que ella está en su habitación. Mientras tanto Jazz camina a través de la superficie de la luna hasta donde las excavadoras están recolectando mineral. Ella sabotea con éxito uno, pero la cámara del otro la detecta. Jazz destruye dos más, pero huye para evitar ser capturada por un equipo de EVA que se acerca antes de que pueda desactivar la última excavadora. Con maestros de EVA vigilando cada esclusa de aire, Jazz es descubierta por su ex amigo Dale, a quien desprecia por haberle robado a su novio. Dale se ofrece a no denunciarla si deja a un lado su resentimiento y trata de reavivar su amistad, a lo que ella accede de mala gana. Al encontrar a Trond y su guardaespaldas asesinados, Jazz busca a Jin Chu en un lujoso hotel. Ella es atacada por el asesino de Trond, pero logra escapar con el estuche ZAFO de Jin, que le da a Svoboda para que lo estudie. Jazz se entera de que Sánchez Aluminium es una fachada para O Palácio, el sindicato del crimen organizado más grande y poderoso de Brasil, y que el asesino, llamado Alvares, ahora la persigue. Jin acepta encontrarse con Jazz, pero él la traiciona con Alvares para salvar su propia vida. Jazz, anticipándose al engaño de Jin, ejecuta una trampa que ella ha tendido, incapacitando a Alvares, y luego lo entrega al jefe de policía de la ciudad, Rudy.
Svoboda descubre que ZAFO es un cable virtualmente sin pérdidas ("Zero Attenuation Fiber Optic"), que permitirá la transmisión de datos a larga distancia sin necesidad de repetidores, revolucionando la infraestructura de comunicaciones en la tierra. Como el proceso de fabricación requiere baja gravedad, Artemis es una ubicación ideal y la nueva industria impulsaría significativamente la economía estancada de la ciudad. Jazz se enfrenta a la administradora de la ciudad, Ngugi, quien revela que ha estado usando a Jazz como cebo para expulsar a los operativos de O Palácio, evitando así que Artemis sea tomada por un sindicato del crimen. Jazz luego recluta a sus renuentes amigos y a su padre para detener a O Palácio destruyendo la fundición de Sánchez, lo que permitirá a la hija de Trond, Lene, quien heredó su fortuna, apoderarse de los contratos pertinentes y reconstruir la empresa. Dale ayuda a Jazz a irrumpir en la planta, donde sabotea la fundición para sobrecalentarse y destruir el horno y todos los equipos, pero al hacerlo crea involuntariamente cloroformo mortal que se bombea al suministro de aire de la ciudad. Con menos de una hora antes de que los residentes inconscientes de Artemis mueran por su exposición, Jazz corre para acceder a la reserva de oxígeno no contaminado de Trond. Ella se sacrifica para salvar la ciudad, pero Dale puede salvarla al último minuto. Lene le paga a Jazz por sus servicios y ella se encuentra temporalmente rica. Después de comprarle a su padre un nuevo taller de soldadura para reemplazar el que ella destruyó accidentalmente cuando era adolescente, Jazz es llamada a la oficina de Ngugi, donde la administradora le informa de su inminente deportación a la tierra. Jazz convence a Ngugi de su valor para la ciudad como contrabandista inofensiva "autorizada" cuyo monopolio del comercio ilegal mantiene alejados a otros criminales más peligrosos. Ngugi cede, pero la obliga a pagar la mayor parte del dinero que le queda como multa. Jazz y Dale luego reavivan su amistad. Jazz le pide a Kelvin, su socio de contrabando en la Tierra, que descubra para qué compañía trabaja Jin Chu e invierta en ella antes de que ZAFO sea anunciado y su potencial de ganancias.

## Personajes
- Jasmine "Jazz" Bashara: Una ciudadana de Artemis, que trabaja haciendo envíos, y además contrabandea mercancías para sobrevivir en la costosa ciudad.
- Ammar Bashara: Es el padre de Jazz, que no aprueba su rebeldía. Es un musulmán que trabaja como soldador.
- Trond Landvik: Un acaudalado hombre de negocios de Noruega, que vive con su hija de dieciséis años, Lene.
- Lene Landvik: La hija de Trond, que quedó incapacitada para caminar en la Tierra luego de un accidente, pero puede moverse con muletas en la baja gravedad lunar.
- Martin Svoboda: Un científico ucraniano que trabaja en un centro de investigación.
- Rudy DuBois: Es canadiense y es el jefe de seguridad de Artemis.
- Dale Shapiro: Un profesor del gremio EVA, con quien Jazz tiene resentimientos.
- Bob Lewis: Exsoldado estadounidense, ahora entrenador del gremio EVA.
- Fidelis Ngugi: Fundadora y administradora de la ciudad.
- Marcelo Álvarez: Un asesino de origen latino, llamado "Zurdo" por Jazz, debido a las lesiones en su brazo derecho.
- Jin Chu: Un socio de Landvik de Hong Kong.
- Loretta Sanchez: Dueña de Sanchez Aluminum.
- Kelvin Otieno: Un amigo por correspondencia de Jazz originario de Kenia.